# Euchilichthys
Euchilichthys ist eine Gattung der afrikanischen Welsfamilie Mochokidae. Die Arten der Gattung leben vom Dja im südlichen Kamerun und dem Ubangi, über Gabun und das Kongobecken südlich bis zum Kasai an der Grenze zwischen Angola und der Demokratischen Republik Kongo, bis zum Mwerusee und zum Einzugsgebiet des Bangweulusee in Sambia. 

## Merkmale
Euchilichthys-Arten werden 10 bis 22 Zentimeter lang und besitzen einen langgestreckten, seitlich nur wenig abgeflachten, schuppenlosen Körper. Typisch für die Gattung sind ein unterständiges, großes Saugmaul, das von Lippen umgeben ist, die mit Papillen besetzt sind, eine knöcherne Platte auf Kopf und Nacken und zwei Paar ungefiederter Barteln. Die Augen sind klein und liegen nahe der Kopfmittellinie. Auch die paarigen Nasenlöcher stehen eng zusammen, das obere ist gelappt. Die Zähne auf der Prämaxillare sind gekrümmt, spitz und in einem breiten Band angeordnet. Die Zähne auf der Maxillare sind schlank, haben gekerbte, gestauchte oder hakenförmige Kronen und stehen in einer schmalen Reihe. Die kurze Rückenflosse und liegt weit vorne, dahinter, kurz vor dem Schwanzstiel eine Fettflosse. Die Schwanzflosse ist gegabelt, wobei der untere Lobus etwas länger ist als der obere. Die Brustflossen sind sehr breit und werden von einem kräftigen, hinten gesägten Flossenstachel gestützt. Der Schulterfortsatz ist spitz und dreieckig. Die dreiteilige Schwimmblase ist klein. Euchilichthys-Arten sind meist gräulich oder braun-grau gefärbt und gefleckt.

## Arten
Fishbase listet fünf Arten:
- Euchilichthys astatodon (Pellegrin, 1928)
- Euchilichthys boulengeri Nichols & La Monte, 1934
- Euchilichthys dybowskii (Vaillant, 1892)
- Euchilichthys guentheri (Schilthuis, 1891) (Typusart)
- Euchilichthys royauxi Boulenger, 1902